# Majavajärvi (sjö i Norra Österbotten)
Majavajärvi är en sjö i Finland. Den ligger i kommunen Pyhäjoki och Merijärvi i landskapet Norra Österbotten, i den centrala delen av landet, 500 km norr om huvudstaden Helsingfors. Majavajärvi ligger 42 meter över havet. Arean är 12 hektar och strandlinjen är 1,39 kilometer lång. Sjön  ingår i Bottenvikens kustområde.   I omgivningarna runt Majavajärvi växer i huvudsak blandskog.